# Rafael Canogar
Rafael Canogar, né le 17 mai 1935 à Tolède, est un peintre et sculpteur espagnol.

## Biographie
Rafael Canogar commence à peindre dès l'âge de dix ans, alors que sa famille vient de s'installer à Madrid, où elle reviendra en 1948 après un séjour à Saint Sébastien, Canogar y suivant des cours de peinture auprès d'un peintre basque, Martiarena. En 1949, il décide de se consacrer à la peinture en entrant dans l'atelier de Daniel Vázquez Díaz, qu'il quitte cinq ans plus tard. Ses goûts se portent vers des artistes comme Braque, Picasso, Miró ou Klee. Si son travail penche vers l'expressionnisme abstrait, il devient informel en 1957, année où se forme le groupe El Paso, qui se réclame de Tàpies, avec Manolo Millares, Luis Feito, Manuel Viola, Antonio Saura et les sculpteurs Pablo Serrano et Martín Chirino López, auquel il adhère.
C'est dans cette période que Canogar décide « de se passer des pinceaux et autres instruments du peintre, pour poser directement sa pâte directement avec les mains ou sortant du tube ». Il commentera ainsi son travail : « Je réalise de grands sillons sur la surface de la toile, comme un laboureur castillan travaille la terre ». À partir des années 1960, le matiérisme ne suffit plus, et l'œuvre de Canogar inclut des portraits, qui ne cherchent pas la ressemblance, pour s'orienter finalement vers le réalisme. Les années 1963-1964 voient son œuvre témoigner de manière plus narrative de son époque, jusqu'à devenir plus engagée. Après la mort de Franco en 1975, l'artiste ne ressent plus « le besoin de continuer dans une ligne artistique sociale dénonciatrice et conjecturelle », et se retourne vers la peinture abstraite, incluant l'utilisation de collages.

## Œuvres principales et représentations

### Œuvres
- El Orador

### Représentation
- Musée d'art moderne de Cuenca
- Musée national centre d'art Reina Sofía
- Musée d'art moderne de Barcelone

### Publication
- Rafael Canogar, Espejismo y realidad. Divergencias estéticas, Editorial Síntesis S.A., Madrid, 2011  (ISBN 978-84-975674-1-1).

## Expositions
- Galerie d'art international, Paris, 1979, avec Piero Dorazio, Ferdinand Kulmer, Robert Malaval, Edo Murtić, Achille Perilli et Armando Pizzinato.

## Distinctions
- 1971 : Grand prix international de la Biennale de São Paulo[3]
- 1982 : Prix national d'arts plastiques (Espagne)[4]
- 2003 : Médaille d'or du mérite des beaux-arts par le Ministère de l'Éducation, de la Culture et des Sports[5]